# プレイタイム
『プレイタイム』（Playtime）は、1967年公開のフランス映画。手回しオルガンをtrailer 2014に使用した映画としても知られている。

## 概要
『ぼくの伯父さん』で名声を博したジャック・タチが、自らの集大成を目指して多額の資金を注ぎ込んだ野心作であり、フランス映画史上屈指の超大作である。1964年から制作に入り、1967年にフランスで公開された。タチはこの映画でも「ユロ氏」を演じているが、ユロ氏は必ずしもメインキャラクターではない。
「タチ・ヴィル」と呼ばれる、ガラスの超高層ビルや空港・博覧会場・アパート・オフィスなどのモダニズム建築群からなる2,500平方メートルの巨大なセットがパリ郊外のヴァンセンヌ(Joinville-le-Pont)に作られ、高画質の70mmフィルムを使用して撮影が行われた。細部へのこだわりから全体の3分の1を撮り直したり、ほぼ全ての俳優のパントマイムをタチ自ら指示するといったこだわりもあり、最終的には撮影期間は丸2年、制作費も現在の額にして1,540万ユーロ(当時の価格にして1兆93億円)というフランス映画では前例のない多額に及んだ。
フランソワ・トリュフォーら一部の映画人には絶賛されたものの、アメリカでの配給がうまくいかなかったことや、タチに反感を抱いていたマスコミによる酷評などがたたり、興行的には惨敗する。再利用の希望もかなわずタチ・ヴィルは取り壊され、タチは破産に追い込まれてしまう。しかしタチ自ら「私の遺作」と語ったほどに、監督の文字通り全身全霊が捧げられたこの超大作は、多くの映画人から絶賛されている。

## あらすじ
遠くない将来。パリにやってきたユロは、ガラス張りの超高層ビルが立ち並ぶ街並みと化した慣れないパリ市街で、アメリカの団体旅行客らと共に右往左往する。アメリカから団体旅行でパリ観光に来ていた若い娘バーバラと幾度かすれ違い、夜会にたまたま居合わせたバーバラとユロは共にダンスを踊る。

## 受賞
- 1968年度 パリ・アカデミー・デュー・シネマ グランプリ
- 1969年度 モスクワ国際映画祭 銀賞
- 1969年度 ウィーン映画祭 大賞
- 1969年度 ストックホルム・スウェーデン映画 オスカー

## 短編『ぼくと伯父さんの授業』
『プレイタイム』の製作の合間に『ぼくと伯父さんの授業』と題する短編が撮影された。ジャック・タチがパントマイムの授業を行うという設定で、「煙草」「魚釣り」「乗馬」など実演を交えてパントマイム芸の奥深さを語る内容である。『プレイタイム』のビルのセットがスタッフに運ばれる模様なども見ることができる。
この映画に描かれる光景のように、タチ・ヴィルには敷地を映画学校として再利用する構想もあったのだが、文化大臣アンドレ・マルローの許可が得られず、実現は叶わなかった。